# 觀音溪
觀音溪為一位於台灣北部之縣市管河川，幹流長度7.80公里，流域面積23.88平方公里，分佈於桃園市觀音區。主流原本發源於觀音鄉藍埔村樹仔腳的一個埤塘，其後埤塘改闢為農田，目前發源於南邊的新屋區清華里農田排水，向北流經新興、坑尾、觀音，在觀音海水浴場西側注入台灣海峽。